# Марк Аллен (тріатлоніст)
Марк Аллен (нар. 12 січня 1958, Глендейл, Каліфорнія) — американський тріатлоніст. Переможець шести світових першостей серед «залізних людей», перший чемпіон світу на олімпійській дистанції.

## Біографічні відомості
Вивчав біологію в Каліфорнійському університеті Сан-Дієго. У цей час виступав за студентську команду з плавання. 1982 р. почав займатися тріатлоном і наприкінці року стартував на Гаваях. З першої спроби не вдалося подолати всю дистанцію, а наступного сезону фінішував третім. У 80-х беззаперечним лідером був Дейв Скотт, шестиразовий чемпіон світу. Обійти Скотта вдалося лише з восьмої спроби, 1989 року став першим з відривом у 59 секунд.
Десять разів здобував перемоги на найпрестижнішому європейському турнірі того часу «Triathlon Longue Distance de Nice» у французькій Ніцці. На цьому змагання було потрібно пропливсти 3 км, проїхати на велосипеді — 120 км і пробігти 32 км. У 1988—1990 роках став найшвидшим у 21 турнірі постіль на різних дистанціях (від спринту до повного «айронмена»). У тому числі здобув золото на першому чемпіонаті світу. В Авіньйоні фінішував з відривом срібного призера Гленна Кука в 78 секунд. Карєру професіонального спортсмена завершив 1996 року. За час виступів фініші в першій трійці складають 90 % від загальної кількості.
За версією журналу «Triathlete» шість разів визнавався найкращим тріатоністом світу. 1997 року обраний до Зали слави «Ironman» (Ironman Triathlon Hall of Fame) 2014 — до Зали слави Міжнародної федерації тріатлону (ITU Hall of Fame). Був одружений з Джулі Мосс, найбільш відомою дивовижним фінішем на чемпіонаті світу 1982 року. Очолює компанію «Mark Allen Coaching», що займається онлайн підготовкою тріатлоністів.

## Статистика
| Рік  | Назва турніру                       | Місто       | Місце | Час      | Примітки                                              |
| ---- | ----------------------------------- | ----------- | ----- | -------- | ----------------------------------------------------- |
| 1982 | Чемпіонат світу «Ironman»           | Кайлуа-Кона | DNF   | ---      | плавання — 3,8 км, велосипед — 180 км, біг — 42,2 км. |
|      | «Triathlon Longue Distance de Nice» | Ніцца       |       | 06:33:52 | плавання — 1,5 км, велосипед — 100 км, біг — 42,2 км. |
| 1983 | Чемпіонат світу «Ironman»           | Кайлуа-Кона |       | 09:21:06 |                                                       |
|      | «Triathlon Longue Distance de Nice» | Ніцца       |       | 06:04:51 | плавання — 3 км, велосипед — 120 км, біг — 32 км.     |
| 1984 | Чемпіонат світу «Ironman»           | Кайлуа-Кона | 5     | 09:35:02 |                                                       |
|      | «Triathlon Longue Distance de Nice» | Ніцца       |       | 06:05:22 |                                                       |
| 1985 | Чемпіонат світу «Ironman»           | Кайлуа-Кона | DNC   | ---      |                                                       |
|      | «Triathlon Longue Distance de Nice» | Ніцца       |       | 05:53:13 |                                                       |
| 1986 | Чемпіонат світу «Ironman»           | Кайлуа-Кона |       | 08:36:04 |                                                       |
|      | «Triathlon Longue Distance de Nice» | Ніцца       |       | 05:46:10 |                                                       |
| 1987 | Чемпіонат світу «Ironman»           | Кайлуа-Кона |       | 08:45:19 |                                                       |
| 1988 | Чемпіонат світу «Ironman»           | Кайлуа-Кона | 5     | 08:43:22 |                                                       |
| 1989 | Чемпіонат світу                     | Авіньйон    |       | 01:58:45 | плавання — 1,5 км, велосипед — 40 км, біг — 10 км.    |
|      | Чемпіонат світу «Ironman»           | Кайлуа-Кона |       | 08:09:14 | [ 9 ]                                                 |
|      | «Triathlon Longue Distance de Nice» | Ніцца       |       | 05:54:31 |                                                       |
| 1990 | Чемпіонат світу «Ironman»           | Кайлуа-Кона |       | 08:28:17 |                                                       |
|      | «Triathlon Longue Distance de Nice» | Ніцца       |       | 05:50:52 |                                                       |
| 1991 | Кубок світу                         | Санта-Крус  |       | 02:31:05 | плавання — 2 км, велосипед — 50 км, біг — 12 км.      |
|      | Кубок світу                         | Амбрен      |       | 02:02:33 | плавання — 1,5 км, велосипед — 40 км, біг — 10 км.    |
|      | Чемпіонат світу «Ironman»           | Кайлуа-Кона |       | 08:18:32 |                                                       |
|      | «Triathlon Longue Distance de Nice» | Ніцца       |       | 05:54:12 |                                                       |
| 1992 | Чемпіонат світу «Ironman»           | Кайлуа-Кона |       | 08:09:08 |                                                       |
|      | «Triathlon Longue Distance de Nice» | Ніцца       |       | 05:59:43 |                                                       |
| 1993 | Чемпіонат світу «Ironman»           | Кайлуа-Кона |       | 08:07:46 |                                                       |
|      | «Triathlon Longue Distance de Nice» | Ніцца       |       | 06:05:59 |                                                       |
| 1994 | Чемпіонат світу «Ironman»           | Кайлуа-Кона | DNC   | ---      |                                                       |
| 1995 | Чемпіонат світу «Ironman»           | Кайлуа-Кона |       | 8:20:34  |                                                       |